# Sven Lindström
Sven Gabriel Lindström, född 18 december 1882 i Visby, död 27 februari 1962 i Engelbrekts församling i Stockholm, var en svensk musikrecensent, sångare och opera- och operettöversättare.
Han var från 1913 gift med Helena Elisabeth Esscen, sångerska och sångpedagog. De är begravda på Norra begravningsplatsen utanför Stockholm.